# Маркотх
Маркотске планине или Маркотх (рус. Маркотхский хребет, Маркотх; адиг. МэркIотх) планински је ланац у северозападном делу Великог Кавказа који се протеже паралелно са црноморском обалом на подручју Геленџичког и Цемеског залива, у дужини од око 90 километара. Налази се на југу европског дела Руске Федерације и административно припада Краснодарској покрајини, односно њеном Геленџичком и Новоросијском градском округу.
Највиша тачка је узвишење Совхознаја са висином од око 717 метара и налази се недалеко од села Кабардинке. На југу се простире све до долине реке Адербијевке, источно од града Геленџика. Иако је Маркотски масив релативно низак, он штити тај део црноморске обале од продора хладних ваздушних маса са севера, те клима на његовим јужним обронцима има карактеристике средоземне, док су северни и западни обронци под утицајем умерене континенталне климе. Током зимског дела године хладне ваздушне масе се неретко спуштају до саме обале доносећи јаке и хладне налете буре, са ударима од 40−60 м/с. У северном делу, на подручју полустрва Абрау, између Маркотха и црноморске обале налази се знатно нижи Навагирски масив (висине 540 м), док је јужније гребен Туапхат (458 метара).
У основи Маркотских планина налазе се седиментне стене кредине старости: лапорци, пешчари, кречњаци и глине. Врхови су доста зарањени и углавном без шумског покривача. 
Маркотх је популарно туристичко одредиште, а најлакши начин за успон на врх је помоћу једне од бројних жичара. 